# Nicolás Lasarte Arana
Nicolás Lasarte Arana (Villabona, 1917 - Sant Sebastià, 29 de maig de 1994) va ser un advocat i polític basc, alcalde de Sant Sebastià durant el franquisme.
La seva família era relacionada amb la paperera La Salvadora SA de Villabona. Va estudiar als Escolapis de Tolosa i es llicencià en dret a la Universitat de Valladolid. Militant de la Comunió Tradicionalista, l'esclat de la guerra civil espanyola el va sorprendre a Sant Sebastià, i el novembre del 1936 es va allistar al Terç d'Oriamendi del requeté carlí. El 1942-1943 fou regidor de l'ajuntament de Sant Sebastià. Des del 1950 es va vincular al món de la banca, i fou conseller del Banc d'Espanya i lletrat del Banco de Bilbao i de la Caixa d'Estalvis de Sant Sebastià, de la que en fou subdirector el 1950 i director general del 1964 al 1979. També fou membre de la Reial Societat Bascongada d'Amics del País i de l'Orfeón Donostiarra.
El 18 de juny de 1961 fou nomenat alcalde de Sant Sebastià pel governador civil de Guipúscoa, Manuel Valencia Remón. Durant el seu mandat es va aprovar un nou Pla d'Ordenació Urbana, es va ordenar el sanejament del riu Urumea i el col·lector d'Ondarreta, i va inaugurar el Frontó d'Anoeta. Aquest nomenament comportava el de procurador en Corts. Va ocupar el càrrec fins al 6 de juny de 1964. Després continuà vinculat al món empresarial i durant els anys setanta fou director gerent de la Caixa de Sant Sebastià, conseller d'Europistas, Eurovías i de La Salvadora, SA.